# Timo Erbs
Timo Erbs (* 1968 in Bad Oldesloe) ist ein ehemaliger deutscher American-Football-Spieler.

## Laufbahn
Erbs begann seine Karriere im American Football bei den Stormarn Vikings. Er wurde zunächst in der Verteidigung, dann als Quarterback eingesetzt. 1996 wechselte er als Passempfänger zu den Hamburg Blue Devils. Als im Laufe des 1996er Spieljahres der Kicker der Hamburger ausfiel, sprang Erbs ein und war fortan Stammkraft auf dieser Position.
Er spielte von 1996 bis 1999 sowie in den Spieljahren 2001, 2002, 2011, 2012 und 2013 als Kicker für die Blue Devils. Zwischenzeitlich (2000) verstärkte er die Harburg Ducks, zur Saison 2001 ging Erbs zu den Blue Devils zurück. Wegen seiner konstanten Leistungen erhielt er den Spitznamen „Mr. Zuverlässig“. 1996, 2001, 2002 wurde er mit den Hamburgern deutscher Meister, 1996, 1997 und 1998 siegte man im Eurobowl. Im Endspiel um die deutsche Meisterschaft 1999, das vor 30 400 Zuschauern im Volksparkstadion ausgetragen wurde, stand es knapp vier Minuten vor dem Ende zwischen Hamburg und Braunschweig 24:25. Da Erbs beim Versuch, seiner Hamburger Mannschaft einen Extrapunkt zu sichern, lediglich die Torstange traf, wurde Braunschweig deutscher Meister. „Dieser Fehlschuss verfolgt mich bis heute“, äußerte er im Juni 2013 gegenüber dem Hamburger Abendblatt. Mit der deutschen Nationalmannschaft wurde er 2001 Europameister.
Erbs, der beim VfL Oldesloe Fußball spielt, hatte sich die Technik, das Spielgerät beim American Football zu treten, mithilfe von Lehrmaterial aus den Vereinigten Staaten selbst beigebracht. Der beruflich als Schornsteinfeger tätige Erbs überlebte im Februar 2015 den Sturz von einem acht Meter hohen Hausdach, er zog sich dabei lediglich eine Sprunggelenksverletzung zu.